# Sowjetischer Fußballpokal 1950
Der Sowjetische Fußballpokal 1950 war die elfte Austragung des sowjetischen Pokalwettbewerbs der Männer.
Pokalsieger wurde Spartak Moskau. Das Team setzte sich im Finale gegen Dynamo Moskau durch. Titelverteidiger Torpedo Moskau war in der 3. Runde ausgeschieden.

## Teilnehmende Teams
| Klass A (19) | Klass B (14) | Pokalsieger Teilrepubliken (17) | Pokalfinalist Teilrepubliken (19) |
| --- | --- | --- | --- |
| - Dynamo Moskau - Spartak Moskau - Torpedo Moskau - Lokomotive Moskau - ZDKA Moskau - WWS Moskau - Daugava Riga - Dinamo Jerewan - Dynamo Leningrad - Dynamo Kiew - Dinamo Minsk - Dinamo Tiflis - Krylja Sowetow Kuibyschew - Lokomotive Charkow - Neftjanik Baku - Schachtjor Stalino - Spartak Tiflis - Torpedo Stalingrad - Zenit Leningrad | - Bolschewik Stalinabad - Burewestnik Kischinjow - Dinamo Alma-Ata - Dserschinez Tscheljabinsk - Krasnoje snamja Iwanowo - Lokomotive Petrosawodsk - Pischtschewik Odessa - Spartak Aschchabat - Spartak Vilnius - JK Tallinna Kalev - DO Taschkent - Torpedo Gorki - Trudowyje Reserwy Frunse - WMS Moskau | - Krasnoje snamja Leninakan (SSR Armenien) - Trudowyje Reserwy Baku (SSR Aserbaidschan) - Torpedo Minsk (SSR Belarus) - Dünamo Tallinn (SSR Estland) - DO Tiflis (SSR Georgien) - Dynamo Petrosawodsk (SSR Karelo-Finnland) - Dynamo Schambyl (SSR Kasachstan) - Burewestnik Frunse (SSR Kirgisien) - Sarkanais Liepāja (SSR Lettland) - Inkaras Kaunas (SSR Litauen) - Burewestnik Bender (SSR Moldawien) - Dinamo Stalinabad (SSR Tadschikistan) - DO Aschchabad (SSR Turkmenistan) - Metallurg Saporoschje (SSR Ukraine) - SiM Taschkent (SSR Usbekistan) - Dynamo-II Leningrad (Leningrad (Stadt)) - ZDKA-II Moskau (Moskau (Stadt)) | - Team Kirowakan (SSR Armenien) - Dinamo Stepanakert (SSR Aserbaidschan) - DO Minsk (SSR Belarus) - KBF Tallinn (SSR Estland) - Team Macharadse (SSR Georgien) - DO Petrosawodsk (SSR Karelo-Finnland) - Zwetnje Metally Balchasch (SSR Kasachstan) - Pischtschewik Region Frunse (SSR Kirgisien) - DO Riga (SSR Lettland) - Elnias Šiauliai (SSR Litauen) - Trud Kischinjow (SSR Moldawien) - Krasnaja Armija Stalinabad (SSR Tadschikistan) - Trudowyje Reserwy Tschardschou (SSR Turkmenistan) - Spartak Uschgorod (SSR Ukraine) - Dinamo Taschkent (SSR Usbekistan) - DO Swerdlowsk (Halbfinale SFSR Russland) - DO Nowosibirsk (Halbfinale SFSR Russland) - Traktor Taganrog (Halbfinale SFSR Russland) - SiM Tambow (Halbfinale SFSR Russland) |

## Vorrunde
| Datum      |                     | Ergebnis |                         |
| ---------- | ------------------- | -------- | ----------------------- |
| 23.09.1950 | Burewestnik Frunse  | 0:5      | Krasnoje snamja Iwanowo |
| 29.09.1950 | Dinamo Stepanakert  | 0:2      | Pischtschewik Odessa    |
| 01.10.1950 | Team Macharadse     | 0:3      | Dinamo Jerewan          |
| 01.10.1950 | Traktor Taganrog    | 2:1      | Spartak Tiflis          |
| 04.10.1950 | Dynamo Petrosawodsk | 1:6      | Burewestnik Kischinjow  |

## 1. Runde
| Datum      |                                | Ergebnis  |                             |
| ---------- | ------------------------------ | --------- | --------------------------- |
| 26.09.1950 | Trudowyje Reserwy Tschardschou | 1+:- 1    | Bolschewik Stalinabad       |
| 30.09.1950 | Spartak Uschgorod              | 0:1       | Torpedo Stalingrad          |
| 01.10.1950 | Burewestnik Bender             | 1:7       | Dinamo Minsk                |
| 01.10.1950 | Dynamo-II Leningrad            | 1:7       | WMS Moskau                  |
| 01.10.1950 | DO Nowosibirsk                 | 5:0       | Spartak Aschchabat          |
| 01.10.1950 | Metallurg Saporoschje          | 5:0       | Lokomotive Petrosawodsk     |
| 01.10.1950 | Trudowyje Reserwy Frunse       | 17:00     | Pischtschewik Region Frunse |
| 01.10.1950 | SiM Taschkent                  | 0:4       | Traktor Taganrog            |
| 03.10.1950 | Dynamo Schambyl                | 1:2       | Neftjanik Baku              |
| 04.10.1950 | Inkaras Kaunas                 | 1:3       | Dynamo Kiew                 |
| 08.10.1950 | Krasnoje snamja Iwanowo        | 1:2       | Dinamo Jerewan              |
| 10.10.1950 | Pischtschewik Odessa           | 1:1 n. V. | Burewestnik Kischinjow      |

### Wiederholungsspiel
| Datum      |                      | Ergebnis |                        |
| ---------- | -------------------- | -------- | ---------------------- |
| 11.10.1950 | Pischtschewik Odessa | 0:2      | Burewestnik Kischinjow |

## 2. Runde
| Datum      |                            | Ergebnis  |                                |
| ---------- | -------------------------- | --------- | ------------------------------ |
| 08.09.1950 | Krasnaja Armija Stalinabad | 0:1       | Torpedo Gorki                  |
| 25.09.1950 | DO Petrosawodsk            | 1:2       | JK Tallinna Kalev              |
| 28.09.1950 | Krasnoje snamja Leninakan  | 0:3       | Lokomotive Moskau              |
| 01.10.1950 | Team Kirowakan             | 0:1       | Dserschinez Tscheljabinsk      |
| 01.10.1950 | Trudowyje Reserwy Baku     | 3:3 n. V. | Dynamo Leningrad               |
| 01.10.1950 | SiM Tambow                 | 1:7       | Lokomotive Charkow             |
| 01.10.1950 | DO Tiflis                  | 5:3 n. V. | ZDKA-II Moskau                 |
| 01.10.1950 | DO Swerdlowsk              | 5:1       | Spartak Vilnius                |
| 03.10.1950 | DO Riga                    | 1:2 n. V. | Dinamo Tiflis                  |
| 03.10.1950 | Trud Kischinjow            | 00:10     | Schachtar Stalino              |
| 03.10.1950 | Torpedo Minsk              | 2:3       | Daugava Riga                   |
| 03.10.1950 | Sarkanais Liepāja          | 0:3       | Torpedo Moskau                 |
| 03.10.1950 | DO Aschchabad              | 1:5       | Krylja Sowetow Kuibyschew      |
| 03.10.1950 | Dünamo Tallinn             | 5:3       | Dinamo Alma-Ata                |
| 04.10.1950 | Elnias Šiauliai            | 2:3       | DO Taschkent                   |
| 04.10.1950 | DO Minsk                   | 10:10     | Trudowyje Reserwy Tschardschou |
| 05.10.1950 | Dinamo Taschkent           | 0:8       | WWS Moskau                     |
| 08.10.1950 | Dinamo Minsk               | 2+:- 2    | Zwetnje Metally Balchasch      |
| 08.10.1950 | Metallurg Saporoschje      | 2:3       | Torpedo Stalingrad             |
| 09.10.1950 | DO Nowosibirsk             | 4:1       | Trudowyje Reserwy Frunse       |
| 09.10.1950 | WMS Moskau                 | 3:1       | Neftjanik Baku                 |
| 10.10.1950 | KBF Tallinn                | 2:4       | Dynamo Kiew                    |
| 15.10.1950 | FC Dinamo Jerewan          | 5:2 n. V. | Traktor Taganrog               |
| 19.10.1950 | Dinamo Stalinabad          | 0:4       | Burewestnik Kischinjow         |

### Wiederholungsspiel
| Datum      |                        | Ergebnis |                  |
| ---------- | ---------------------- | -------- | ---------------- |
| 02.10.1950 | Trudowyje Reserwy Baku | 1:4      | Dynamo Leningrad |

## 3. Runde
| Datum      |                           | Ergebnis |                        |
| ---------- | ------------------------- | -------- | ---------------------- |
| 08.10.1950 | Daugava Riga              | 0:1      | Lokomotive Moskau      |
| 10.10.1950 | Dinamo Tiflis             | 3:1      | Torpedo Moskau         |
| 10.10.1950 | DO Swerdlowsk             | 1:0      | Dynamo Leningrad       |
| 10.10.1950 | Dserschinez Tscheljabinsk | 0:2      | WWS Moskau             |
| 10.10.1950 | Krylja Sowetow Kuibyschew | 1:0      | DO Tiflis              |
| 10.10.1950 | Schachtar Stalino         | 2:1      | Torpedo Gorki          |
| 11.10.1950 | JK Tallinna Kalev         | 3:0      | Dünamo Tallinn         |
| 11.10.1950 | Lokomotive Charkow        | 0:2      | DO Taschkent           |
| 15.10.1950 | Torpedo Stalingrad        | 3:1      | DO Minsk               |
| 20.10.1950 | Dynamo Kiew               | 2:3      | FC Dinamo Jerewan      |
| 20.10.1950 | Dinamo Minsk              | 2:1      | DO Nowosibirsk         |
| 22.10.1950 | WMS Moskau                | 2:3      | Burewestnik Kischinjow |

## Achtelfinale
Die vier Erstligisten Dynamo Moskau, Spartak Moskau, ZDKA Moskau und Zenit Leningrad stiegen in dieser Runde ein.
| Datum      |                           | Ergebnis  |                        |
| ---------- | ------------------------- | --------- | ---------------------- |
| 14.10.1950 | Lokomotive Moskau         | 3:1       | Schachtar Stalino      |
| 15.10.1950 | Krylja Sowetow Kuibyschew | 0:0 n. V. | DO Taschkent           |
| 17.10.1950 | WWS Moskau                | 2:1       | Dinamo Tiflis          |
| 18.10.1950 | JK Tallinna Kalev         | 2:1       | DO Swerdlowsk          |
| 23.10.1950 | ZDKA Moskau               | 2:1       | Torpedo Stalingrad     |
| 24.10.1950 | Dynamo Moskau             | 7:0       | FC Dinamo Jerewan      |
| 24.10.1950 | Zenit Leningrad           | 3:1 n. V. | Dinamo Minsk           |
| 25.10.1950 | Spartak Moskau            | 7:0       | Burewestnik Kischinjow |

### Wiederholungsspiele
| Datum      |                           | Ergebnis  |              |
| ---------- | ------------------------- | --------- | ------------ |
| 16.10.1950 | Krylja Sowetow Kuibyschew | 0:0 n. V. | DO Taschkent |
| 18.10.1950 | Krylja Sowetow Kuibyschew | 2:0       | DO Taschkent |

## Viertelfinale
| Datum      |                | Ergebnis |                           |
| ---------- | -------------- | -------- | ------------------------- |
| 23.10.1950 | WWS Moskau     | 0:1      | Krylja Sowetow Kuibyschew |
| 26.10.1950 | ZDKA Moskau    | 2:0      | JK Tallinna Kalev         |
| 27.10.1950 | Dynamo Moskau  | 3:2      | Lokomotive Moskau         |
| 28.10.1950 | Spartak Moskau | 3:1      | Zenit Leningrad           |

## Halbfinale
| Datum      |                | Ergebnis |                           |
| ---------- | -------------- | -------- | ------------------------- |
| 31.10.1950 | Dynamo Moskau  | 7:0      | Krylja Sowetow Kuibyschew |
| 01.11.1950 | Spartak Moskau | 4:0      | ZDKA Moskau               |

## Finale
| Paarung        | Spartak Moskau – Dynamo Moskau |
| Ergebnis       | 3:0 (2:0) |
| Datum          | 6. November 1950 |
| Stadion        | Dynamo-Stadion, Moskau |
| Zuschauer      | 75.000 |
| Schiedsrichter | Nikolai Latyschew |
| Tore           | 1:0 Oleg Timakow (35.) 2:0 Wiktor Terentjew (40.) 3:0 Nikolai Dementjew (65.) |
| Spartak Moskau | Juri Kostikow – Anatoli Seglin, Wassili Sokolow – Juri Sedow, Oleg Timakow, Igor Netto – Alexei Paramonow, Wiktor Terentjew, Nikita Simonjan, Nikolai Dementjew, Alexander Pyszow Cheftrainer: Abram Dangulow                  |
| Dynamo Moskau  | Walter Sanaja – Alexander Petrow, Wladimir Sjablikow – Alexander Sokolow, Wsewolod Blinkow, Wladimir Sawdunin – Wassili Trofimow, Iwan Konow, Konstantin Beskow , Sergei Salnikow, Sergei Solowjow Cheftrainer: Wiktor Dubinin |